# 桶狭間ありさ
桶狭間 ありさ（おけはざま ありさ、1993年2月4日 - ）は、日本の作曲家、編曲家。愛知県出身。

## 歴史
愛知県の桶狭間で生まれ、幼い頃からピアノを習うなど音楽に親しみながら育つ。自然に音楽の道を志すようになり、作曲を学ぶためにHALのミュージック学科に入学。卒業後は劇伴作曲家のアシスタントを約6年務め、その後はアニメ・実写作品を中心に活動している。

## 参加作品

### テレビアニメ
2020年
- THE GOD OF HIGH SCHOOL ゴッド・オブ・ハイスクール
- 呪術廻戦（照井順政、堤博明と共同）

2022年
- 勇者パーティーを追放されたビーストテイマー、最強種の猫耳少女と出会う（林ゆうき、近谷直之と共同）

2023年
- 最強陰陽師の異世界転生記
- お兄ちゃんはおしまい!（阿知波大輔と共同）
- 真・進化の実〜知らないうちに勝ち組人生〜（矢野博康、齋藤優輝と共同）
- 薬屋のひとりごと（神前暁、ケビン・ペンキンと共同）

2025年
- 没落予定の貴族だけど、暇だったから魔法を極めてみた
- クラスの大嫌いな女子と結婚することになった。
- あらいぐま カルカル団
- 白豚貴族ですが前世の記憶が生えたのでひよこな弟育てます
- ばっどがーる
- 姫騎士は蛮族の嫁
- デジモンビートブレイク

### 劇場アニメ
2021年
- 劇場版 呪術廻戦 0（照井順政、堤博明と共同）

### テレビドラマ
2021年
- 48日後に結婚します。
- ホメられたい僕の妄想ごはん

2022年
- たびくらげ探偵日記

2023年
- バツイチがモテるなんて聞いてません
- ハヤブサ消防団

2024年
- 肝臓を奪われた妻
- 君とゆきて咲く〜新選組青春録〜
- 大奥
- 伝説の頭 翔
- つづ井さん
- 私たちが恋する理由

2025年
- クジャクのダンス、誰が見た?

- 19番目のカルテ

### 楽曲提供
2021年
- JUNNA「ROCK YOU, ROCK ME」（編曲）